# That Means a Lot
That Means a Lot (englisch für: Das bedeutet eine Menge) ist ein Lied der britischen Band The Beatles, das 1996 auf ihrem Kompilationsalbum Anthology 2 veröffentlicht wurde. Komponiert wurde es von John Lennon und Paul McCartney und unter der Autorenangabe Lennon/McCartney veröffentlicht. Die Erstveröffentlichung des Liedes erfolgte von dem Sänger P. J. Proby.

## Hintergrund
That Means a Lot basiert überwiegend auf den musikalischen Ideen von Paul McCartney. Ursprünglich war das Lied für das Album Help! vorgesehen, doch nachdem die Beatles mit den Aufnahmen von That Means a Lot nicht zufrieden gewesen waren, gaben sie das Lied an P. J. Proby, den sie während der Aufnahmen zum Fernsehspecial Around the Beatles kennengelernt hatten.
That Means a Lot war nach If You’ve Got Trouble, das zwei Tage vorher, am 18. Februar, eingespielt wurde, das zweite Lied der Help!-Aufnahmesessions, das erst 31 Jahre später veröffentlicht wurde.

## Aufnahme der Beatles
That Means a Lot wurde am 20. Februar 1965 in den Londoner Abbey Road Studios (Studio 2) mit dem Produzenten George Martin aufgenommen. Norman Smith war der Toningenieur der Aufnahmen. Die Band nahm einen Take auf, der mit mehreren Overdubs versehen wurde. Die Aufnahmesession dauerte von 12 bis 17:15 Uhr.
Die Abmischung des Liedes erfolgte am 20. Februar 1965 in Mono und am 23. Februar 1965 in Stereo. Für die Veröffentlichung im Jahr 1996 wurde eine neue Stereoversion hergestellt.
Besetzung:
- John Lennon: Rhythmusgitarre, Maracas, Hintergrundgesang
- Paul McCartney: Bass, Klavier, Gesang
- George Harrison: Leadgitarre, Maracas, Hintergrundgesang
- Ringo Starr: Schlagzeug

Am 30. März 1965 nahmen die Beatles That Means a Lot erneut, diesmal in einer schnelleren Version, auf. Die Aufnahmen dauerten von 19 bis 22 Uhr. Die Beatles waren mit dem Ergebnis unzufrieden, eine Abmischung fand nicht statt. Eine Veröffentlichung dieser Version fand bisher nur auf Bootlegs statt.

## Veröffentlichung
Am 13. März 1996 wurde That Means a Lot auf dem Kompilationsalbum Anthology 2 veröffentlicht.

## Aufnahme von P. J. Proby
Am 7. April 1965 nahm P. J. Proby in den Abbey Road Studios unter der Produktionsleitung von Ron Richards seine Version des Liedes That Means a Lot auf. George Martin hatte das Lied neu arrangiert und leitete die orchestrale Einspielung.
That Means a Lot wurde am 30. September 1965 als Single veröffentlicht und erreichte Platz 30 der britischen Charts.

## Coverversionen (Auswahl)
- The Beatnix – It’s Four You [1]
- Billy Sullivan – All-American Popster [2]